# Monthly Comic Rush
Monthly Comic Rush (月刊コミックラッシュ, Gekkan Komikku Rasshu) est un magazine de prépublication de mangas mensuel de type shōnen publié par Jive dont le premier numéro est paru le 26 janvier 2004 et le dernier le 26 janvier 2011. Après l'interruption de sa sortie, le magazine est remplacé par une version online qui cesse à son tour de paraître le 31 mars 2014.